# Pánszexualitás

A pánszexuális büszkeség zászlója

A pánszexualitás  a szexuális irányultság egyik fajtája, amelyben egy személy szexuális és érzelmi vonzódása bármilyen nemű emberek felé irányulhat. A pánszexualitás nem összekeverendő a biszexualitással.
A pánszexuális emberek sokszor genderblindként azonosítják magukat (vagyis figyelmen kívül hagyják az ember nemét, úgymond "vakok" ezzel kapcsolatban), ezért úgy gondolják, valakinek a biológiai és társadalmi neme nem mond semmit arról, hogy fognak-e az illetőhöz vonzódni. Mivel a pánszexuális emberek gyakran nyitottak az azokkal az emberekkel való kapcsolatra, akiket nem lehet szigorúan véve férfiként vagy nőként azonosítani, és a pánszexualitás ezáltal elveti a nemek bináris felosztását, a pánszexualitás gyakran kifejezőbb fogalom, mint a biszexualitás.

## Fordítás
- Ez a szócikk részben vagy egészben  a   Pansexuality című angol Wikipédia-szócikk ezen változatának fordításán alapul.  Az eredeti cikk szerkesztőit annak laptörténete sorolja fel. Ez a jelzés csupán a megfogalmazás eredetét és a szerzői jogokat jelzi, nem szolgál a cikkben szereplő információk forrásmegjelöléseként.

## Fontos fogalmak, kifejezések
- Az LMBTQ közösséggel és a társadalmi nemekkel kapcsolatos legújabb fogalomgyűjtemény
- Karsay Dodó, Virág Tamás - Kérdőjelek helyett / LMBTQI-Kisokos a médiának útmutató (Magyar LMBT Szövetség, 2015) ISBN 978-963-12-2728-4